# Hans Spemann
Hans Spemann (Stuttgart, 27 juni 1869 – Freiburg im Breisgau, 12 september 1941) was een Duitse embryoloog die in 1935 de Nobelprijs voor de Fysiologie of Geneeskunde kreeg voor de ontdekking van het effect van wat we nu embryonale inductie noemen, de invloed die verschillende delen van het embryo uitoefenen op de ontwikkeling van groepen cellen in specifieke weefsels en organen. Hij is ook de ontdekker van het klonen - somatic cell nuclear transfer (SCNT)

## Biografie
Spemann werd geboren in Stuttgart als zoon van de uitgever Johann Wilhelm Spemann en Lisinka Hoffman Spemann. Na het afronden van de middelbare school in 1888 en het voltooien van zijn dienstplicht (1889-1890) studeerde hij medicijnen aan de Universiteit van Heidelberg en de Universiteit van München. Na een docentschap zoölogie aan de Universiteit van Würzburg (1894-1908), waar hij in 1895 promoveerde, was hij achtereenvolgens hoogleraar in de dierkunde te Rostock (1908-1914), leider van de afdeling ontwikkelingsmechanica van het Kaiser Wilhelm-instituut te Berlin-Dahlem (1914-1919) en van 1919 tot 1935 hoogleraar zoölogie aan de Universiteit van Freiburg.
Spemann onderzocht de samenhang van de causale factoren in de embryonale ontwikkeling. Zijn geniale wijze van vraagstelling en de vernuftige microchirurgische techniek die hij toepaste, onder meer op de oogaanleg van het amfibie-embryo, maakte hem tot pionier van een nieuw studiegebied, dat van de ontwikkelingsfysiologie. Voor zijn ontdekking van het organisatoreffect in de embryonale ontwikkeling werd hem in 1935 de Nobelprijs toegekend. Het was Hilde Mangold, een van zijn doctoraat-studenten, die een grote bijdrage geleverd heeft aan de ontdekking van de organizer, een weefsel dat gedurende de gastrulatie de embryonale inductie bepaalt van de drie kiembladen van het embryo. Ook Viktor Hamburger, een beroemd neuro-embryoloog, is bij hem gepromoveerd.
Spemann overleed op 72-jarige leeftijd in Freiburg. Hij was gehuwd met Clara Binder; uit het huwelijk werden drie zonen en een dochter geboren.
1901: Behring · 
1902: Ross · 
1903: Finsen · 
1904: Pavlov · 
1905: Koch · 
1906: Golgi, Ramón y Cajal · 
1907: Laveran · 
1908: Mechnikov, Ehrlich · 
1909: Kocher · 
1910: Kossel · 
1911: Gullstrand · 
1912: Carrel · 
1913: Richet ·
1914: Bárány · 
1919: Bordet · 
1920: Krogh · 
1922: Hill, Meyerhof · 
1923: Banting, Macleod · 
1924: Einthoven ·
1926: Fibiger · 
1927: Wagner-Jauregg · 
1928: Nicolle · 
1929: Eijkman, Hopkins · 
1930: Landsteiner · 
1931: Warburg · 
1932: Sherrington, Adrian · 
1933: Morgan · 
1934: Whipple, Minot, Murphy · 
1935: Spemann · 
1936: Dale, Loewi · 
1937: Szent-Györgyi · 
1938: Heymans · 
1939: Domagk · 
1943: Dam, Doisy · 
1944: Erlanger, Gasser · 
1945: Fleming, Chain, Florey · 
1946: Muller · 
1947: C. Cori, G. Cori, Houssay · 
1948: Müller · 
1949: Hess, Moniz · 
1950: Kendall, Reichstein, Hench · 
1951: Theiler · 
1952: Waksman · 
1953: Krebs,Lipmann ·
1954: Enders, Weller, Robbins · 
1955: Theorell · 
1956: Cournand, Forssmann, Richards · 
1957: Bovet · 
1958: Beadle, Tatum, Lederberg · 
1959: Ochoa, Kornberg · 
1960: Burnet, Medawar · 
1961: Békésy · 
1962: Crick, Watson, Wilkins · 
1963: Eccles, Hodgkin, Huxley · 
1964: Bloch, Lynen · 
1965: Jacob, Lwoff, Monod · 
1966: Rous, Huggins · 
1967: Granit, Hartline, Wald · 
1968: Holley, Khorana, Nirenberg · 
1969: Delbrück, Hershey, Luria · 
1970: Katz, Euler, Axelrod · 
1971: Sutherland · 
1972: Edelman, Porter · 
1973: Frisch, Lorenz, Tinbergen · 
1974: Claude, De Duve, Palade · 
1975: Baltimore, Dulbecco, Temin ·
1976: Blumberg, Gajdusek · 
1977: Guillemin, Schally, Yalow · 
1978: Arber, Nathans, Smith · 
1979: Cormack, Hounsfield · 
1980: Benacerraf, Dausset, Snell · 
1981: Sperry, Hubel, Wiesel · 
1982: Bergström, Samuelsson, Vane · 
1983: McClintock · 
1984: Jerne, Köhler, Milstein · 
1985: Brown, Goldstein · 
1986: Cohen, Levi-Montalcini · 
1987: Tonegawa · 
1988: Black, Elion, Hitchings · 
1989: Bishop, Varmus · 
1990: Murray, Thomas · 
1991: Neher, Sakmann · 
1992: Fischer, Krebs · 
1993: Roberts, Sharp · 
1994: Gilman, Rodbell · 
1995: Lewis, Nüsslein-Volhard, Wieschaus · 
1996: Doherty, Zinkernagel · 
1997: Prusiner · 
1998: Furchgott, Ignarro, Murad · 
1999: Blobel · 
2000: Carlsson, Greengard, Kandel ·
2001: Hartwell, Hunt, Nurse · 
2002: Brenner, Horvitz, Sulston · 
2003: Lauterbur, Mansfield · 
2004: Axel, Buck · 
2005: Marshall, Warren ·
2006: Fire, Mello ·
2007: Capecchi, Smithies, Evans ·
2008: Zur Hausen, Barré–Sinoussi, Montagnier ·
2009: Blackburn, Greider, Szostak ·
2010: Edwards ·
2011: Beutler, Hoffmann, Steinman ·
2012: Gurdon, Yamanaka ·
2013: Rothman, Schekman, Südhof ·
2014: O'Keefe, Moser, Moser ·
2015: Campbell, Omura, Tu ·
2016: Osumi ·
2017: Hall, Rosbash, Young ·
2018: Allison, Honjo ·
2019: Kaelin, Ratcliffe, Semenza ·
2020: Alter, Houghton, Rice ·
2021: Julius, Patapoutian ·
2022: Pääbo ·
2023: Karikó, Weissman ·
2024: Ambros, Ruvkun